# Jacob Jensen
Pour les articles homonymes, voir Jensen.
Pour l’article homonyme, voir Jacob Jensen (homme politique) pour le ministre danois.
Jacob Jensen (né le 29 avril 1926, et mort le 15 mai 2015) est un designer industriel danois qui s'est fait connaitre à travers le monde notamment pour son travail avec Bang and Olufsen.

## Carrière
Jacob Jensen est né en 1926 dans le quartier de Vesterbro à Copenhague. Il est diplômé de l'école d'art et de design de la Danmarks Designskole.